# Non parlarmi (outro)
Non parlarmi (outro) è un singolo del rapper italiano Massimo Pericolo, pubblicato il 29 novembre 2023 come primo estratto dal terzo album in studio Le cose cambiano.

## Tracce
Testi di Alessandro Vanetti, musiche di Yung Purple.
1. Non parlarmi (outro) – 3:32

## Classifiche
| Classifica (2023) | Posizione massima |
| ----------------- | ----------------- |
| Italia            | 55                |